# 도요다 아유무
도요다 아유무(일본어: 豊田 歩, 2000년 11월 25일~)는 일본의 축구 선수이다.

## 구단 경력
그는 2023년 J2리그의 로아소 구마모토에 입단했다.